# Ambasada RP w Meksyku
Ambasada Rzeczypospolitej Polskiej w Meksyku (hisz. Embajada de la República de Polonia en Ciudad de México) – polska misja dyplomatyczna w stolicy Meksyku.

## Historia
Państwa dodatkowej akredytacji zmieniały się często ze względu na otwieranie i zamykanie ambasad w Panamie i San José. Do 1 listopada 2017 ambasador RP w Meksyku akredytowany był również w Belize, Republice Gwatemali, Republice Hondurasu, Republice Nikaragui, Republice Salwadoru i Republice Kostaryki. Od tego dnia państwa te podlegają kompetencji Ambasady RP w Panamie. Od 2018 Ambasador RP w Meksyku akredytowany jest na Kostarykę.

## Struktura placówki
- Wydział ds. Polityczno-Ekonomiczny
- Referat ds. Konsularnych i Polonii
- Wydział Administracji i Finansów

## Konsulaty RP
Konsulaty honorowe RP na terenie działania ambasady:
- Meksyk
  - Acapulco
  - Cancún
  - Guadalajara
  - Guanajuato
  - Tijuana
  - Xochitepec (Cuernavaca)